# Herbert Tingsten
Herbert Lars Gustaf Tingsten, född 17 mars 1896 i Järfälla, död 26 december 1973 i Stockholm, var en svensk statsvetare, liberal publicist och författare. Han innehade en professur i statsvetenskap vid Stockholms högskola 1935–1946 och var därefter chefredaktör för Dagens Nyheter 1946–1959. 

## Biografi

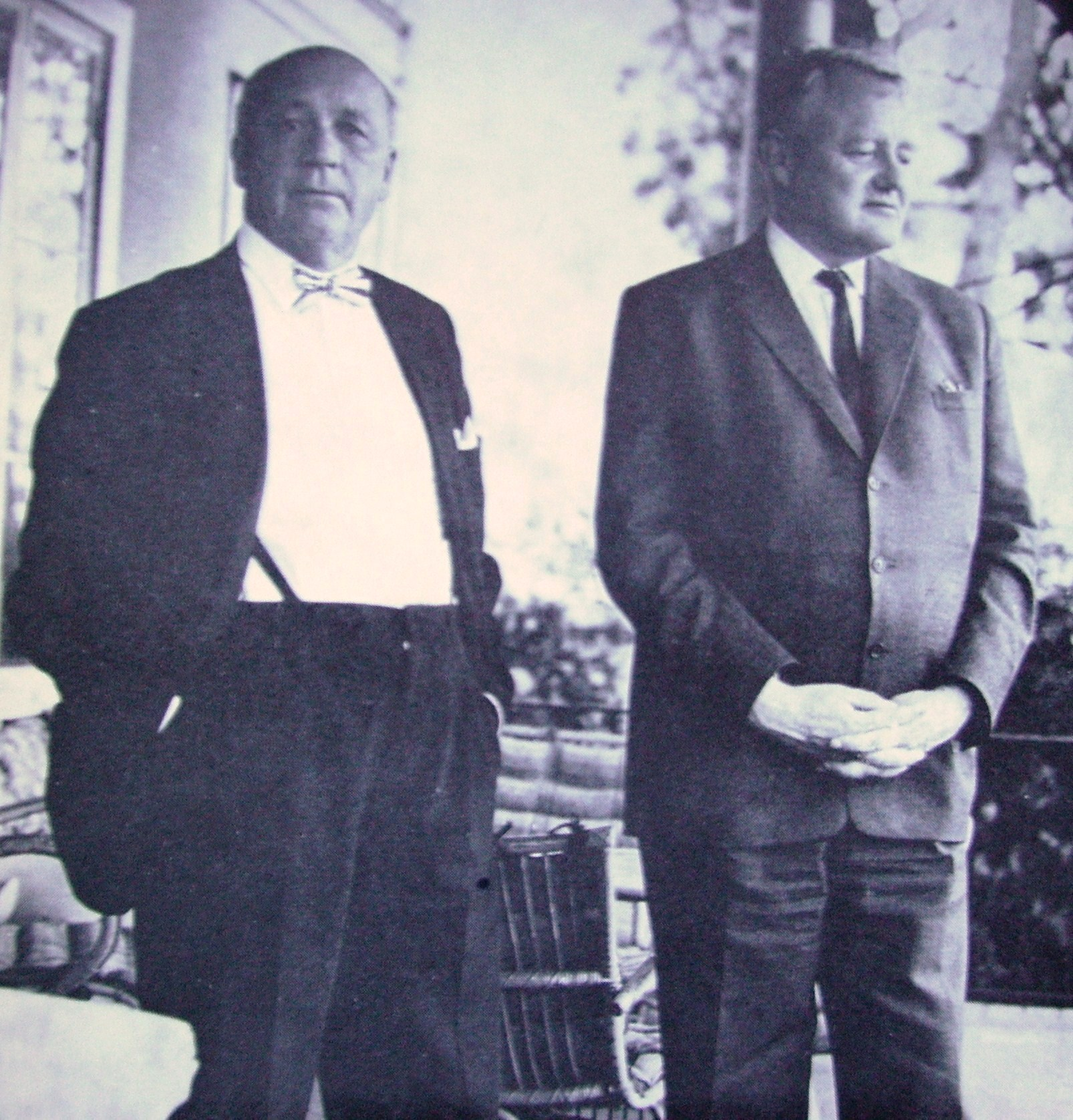
Herbert Tingsten och Ingemar Hedenius.

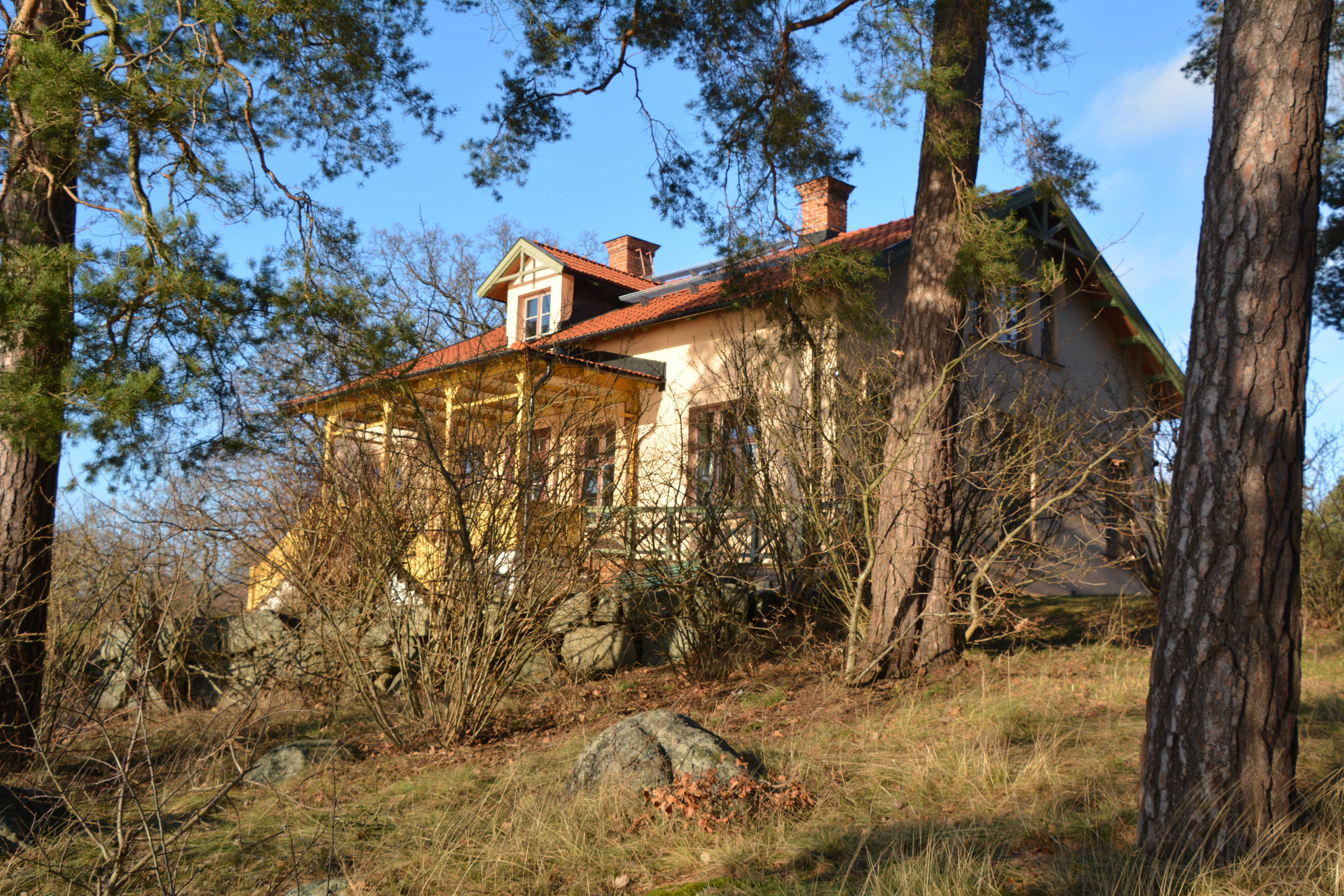
Direktörsvillan i Kyrkhamn, där Herbert Tingsten växte upp.

Tingsten var son till gatudirektör Karl Tingsten (1863–1952) och Elin Bergenstjerna (1862–1910). Han växte upp i Kyrkhamn, där fadern hade en tjänstebostad. 1923 disputerade han i statsvetenskap vid Uppsala universitet, på en avhandling om folkomröstningar i USA. Han gifte sig 1922 med Rina Emilia Lind, född 1895, med vilken han fick sitt enda överlevande barn Karin Gunilla ("Kaj"), född 14 juni 1922. Makarna skilde sig och han gifte sig 1926 med Gerd Dahlin (född 1898), dotter till stationsinspektor Emil Dahlin och Jenny Magnusson. Han var brorson till generalen och statsrådet Lars Tingsten. Tingstens dotterdotter Jill Tingsten Klackenberg har 2010 gett ut boken I skuggan av Tingsten: En släktberättelse.
Herbert Tingsten disputerade 1923 medan han var sekreterare i konstitutionsutskottet. Han varnade tidigt för de nazistiska idéer som spreds i Tyskland under 1930-talet, liksom för det kommunistiska hotet från Sovjetunionen. Under kriget var Tingsten engagerad antinazist som medlem i Tisdagsklubben. 
Som statsvetare ägnade Tingsten sig åt forskning i svensk och utländsk författningshistoria, författningsrätt samt politisk idéhistoria. Mest produktiv var han inom området politiska ideologier. Han har här författat bland andra det idéanalytiska stycket "De konservativa idéerna" från 1939, där han ordnar de olika ideologierna i mönster. 
Tingstens mest betydande ideologiska verk är, "Socialdemokratins idéutveckling", i två band från 1941. Tingsten skrev över 50 böcker och över 1 000 artiklar. Tingstens memoarer Mitt liv i fyra band (Nr 1.Ungdomsåren, 2.Mellan trettio och femtio, 3.Tidningen 46–52 och 4.Tio år 53–63) blev mycket uppmärksammade när de kom ut och sålde i stora upplagor. 

### Chefredaktörstiden
Som chefredaktör för Dagens Nyheter blev Herbert Tingsten känd, som en av Sveriges mest debattvilliga och obarmhärtiga ledarskribenter genom tiderna, men också som en av de retoriskt säkraste. Han angrep såväl monarkin som statskyrkan och boxningssporten, han drev kampanj för Sveriges anslutning till NATO och förespråkade ett svenskt kärnvapenprogram. Tingsten tvekade inte att sätta vänskapsband på spel för principernas skull. Exempelvis gick han i en serie ledare till häftigt angrepp på vad han menade var FN:s "hyckleri" och flathet för diktaturer, vilket ledde till att hans vänskap med Dag Hammarskjöld fick ett slut.
Tidvis drev Tingsten en hård kamp mot den socialdemokratiska regeringsmakten, som han beskrev som alltför inriktad på socialisering, inställsamhet mot östblocket och i motsvarande grad orimligt negativt kritiskt mot USA och Nato. Eftersom Tingsten, innan han blev chefredaktör på DN, hade varit socialdemokrat fick hans synpunkter särskilt genomslag på den offentliga arenan, och han visade också en ovanlig instinkt för vilka frågor som kunde lanseras med stark politisk laddning. I sina memoarer skriver han att Friedrich von Hayek med dennes Vägen till träldom (The Road to Serfdom, 1944) fick honom att ändra politisk ståndpunkt; före läsningen av denna hade han trott på en viss grad av planhushållning, det vill säga blandekonomi. 
Tingsten ändrade åsikt flera gånger i sitt liv och hade starka filosofiska, historiska och litterära intressen vilket också framträder tydligt i hans författarskap. I den tidigaste ungdomen hade han varit konservativ, sedan liberal verdandist. På 1920-talet gick han med i socialdemokraterna och tillhörde den vänsterradikala falangen av partiet. 1941 gjorde han dock upp med socialdemokratin i Den svenska socialdemokratiens idéutveckling, där han kritiserade att marxismens mål med socialisering glömts bort och han ifrågasatte partiets ideologiska värderingar. Idéerna om planhushållning skulle komma att återlanseras i Sverige några år senare, men då hade Tingsten ändrat uppfattning om ekonomiska styrmedel överlag. 1945 lämnade han partiet och blev liberal, vilket berodde på att han kommit att anse att socialism var oförenlig med medborgerlig frihet. Han blev dock aldrig formellt medlem av folkpartiet.
Tingsten hade under sin tid på DN ett mycket stort publicistiskt inflytande; få svenska tidningsmän har lika starkt satt sin prägel på en hel epok. Han kom också att inspirera och föregripa mycket av den kritik som riktades mot socialdemokratin och kommunismen i hans livstid och senare. Den polemik som förts i Sverige om socialism, kommunism och svensk neutralitet sedan 1980-talet är ofta tydligt inspirerad av Tingsten och går tillbaka på hans uppgörelser med Tage Erlander, Karl Vennberg och Östen Undén och hans kritik mot "anpassligheten". Vännen Per Ahlmark har beskrivits som Tingstens viktigaste lärjunge i svensk debatt. Han följde bland annat med som assistent när Tingsten var gästprofessor i Wien.
Tingsten publicerade 1952 ett antal artiklar i Dagens Nyheter på ämnet avideologisering. Denna tanke, som också omtalas som "Ideologiernas död", fick internationell uppmärksamhet i och med Daniel Bells bok The end of ideology som publicerades 1960.
Utrikespolitiskt argumenterade Tingsten mot diktaturer av olika slag, framförallt kommunistiska diktaturer, men även apartheidregimen i Sydafrika. Från 1950-talet engagerade han sig starkt för Israel. Han var en stor vän av USA men starkt kritisk mot rasförtryck och den ökände senatorn och kommunistjägaren Joseph McCarthy.

### Republikanska klubben
Tingsten var under 1950-talet en uppmärksammad medlem i Republikanska Klubben, en föregångare till nuvarande Republikanska föreningen (bildad hösten 1999).

### Avgång och tiden efter Dagens Nyheter

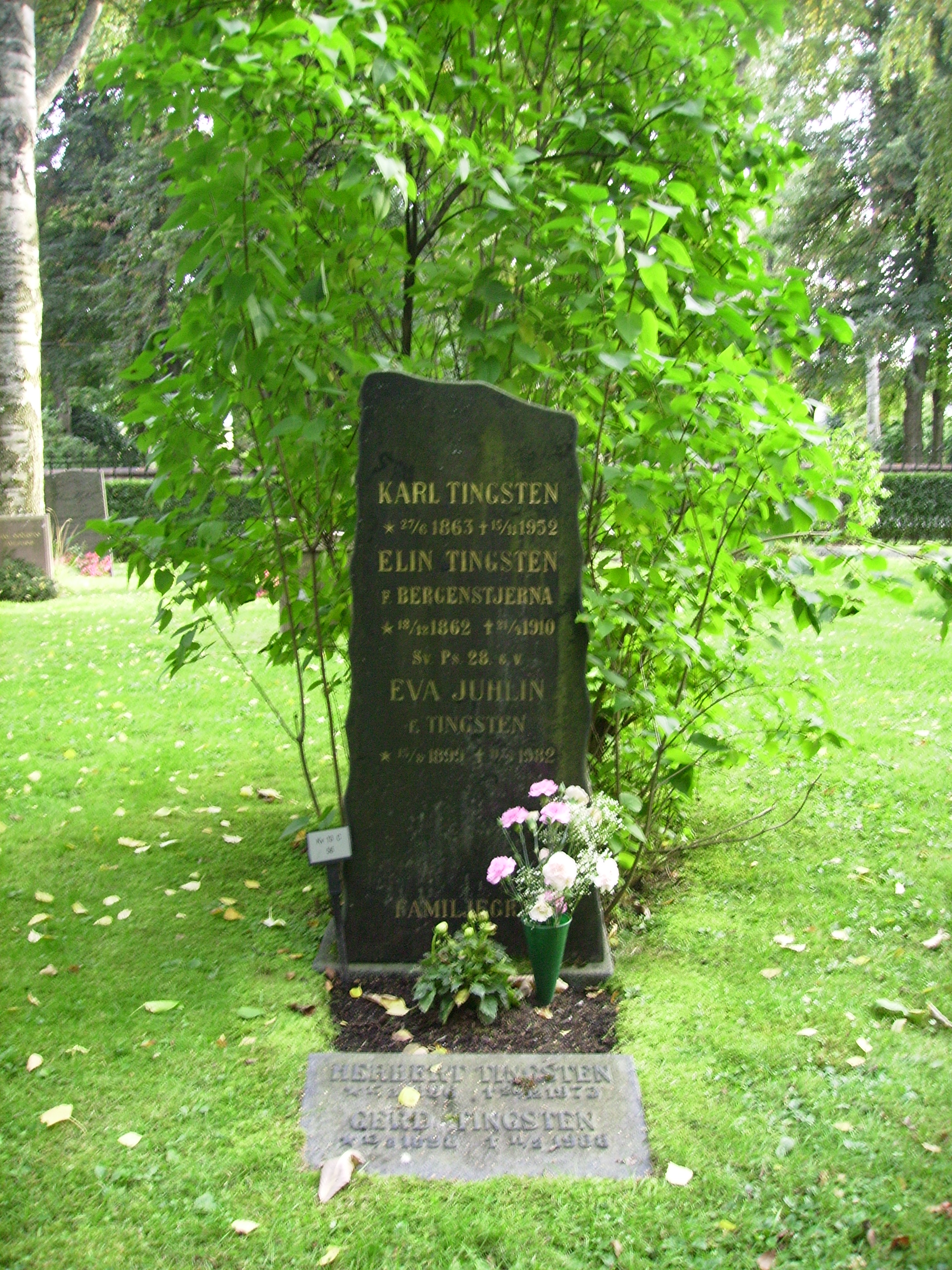
Herbert Tingstens gravvård på Norra begravningsplatsen i Stockholm. Plattan i förgrunden.

Herbert Tingstens största politiska strid ledde till att han avgick från chefredaktörsposten på Dagens Nyheter. Striden gällde ATP-frågan. Till en början stödde DN som vanligt folkpartiet, men Tingsten blev med tiden alltmer övertygad om att lagstadgad pension var nödvändigt. Detta ledde till svåra konflikter, med folkpartiledaren Bertil Ohlin, med DN:s styrelseordförande Tor Bonnier, med Olof Lagercrantz och med DN:s ägare Bonnierfamiljen. I februari 1959 ledde brytningen med ägarfamiljen till att det beslutades, att Tingsten skulle avgå som chefredaktör den 31 december 1959. I mars, när Tingsten befann sig utomlands, lät DN:s styrelse publicera att chefredaktören skulle avgå.
Efter sin tid som chefredaktör angreps Tingsten av sin efterträdare Olof Lagercrantz. I augusti 1964 publicerade Lagercrantz en recension av den fjärde och avslutande delen av Tingstens memoarer, Mitt liv. Den kom som en chock för Tingsten och endast någon vecka senare svarade han med en replik i tidningen med rubriken "Avskedsbrev till Dagens Nyheter" och sade upp all framtida kontakt med sin gamla tidning. 
"Det var en epok som gick i graven" med honom, skriver Ingemar Hedenius i biografin över Tingsten, "så stort är det tomrum han lämnade efter sig." En del av Tingstens verk finns samlade i Ahlmarks bok Tyranniet begär förtroende (1992), och ett band av Dagens Nyheters historik bär titeln Tingstens tid.
Herbert Tingstens liberalism och hans avsky för totalitära regimer, kom till uttryck i hans envisa kamp mot diktatoriska ideologier, främst de stora drakarna kommunismen, fascismen och nazismen. En av hans första åtgärder vid tillträdet som chefredaktör på Dagens Nyheter, var klargörandet att kommunistiska stater skulle benämnas som sådana och inte med någon omskrivning. Tingsten kom för detta av vissa att utsättas för hård kritik.